# Kunoyarnakkur
Koordinaten: 62° 22′ N, 6° 41′ W

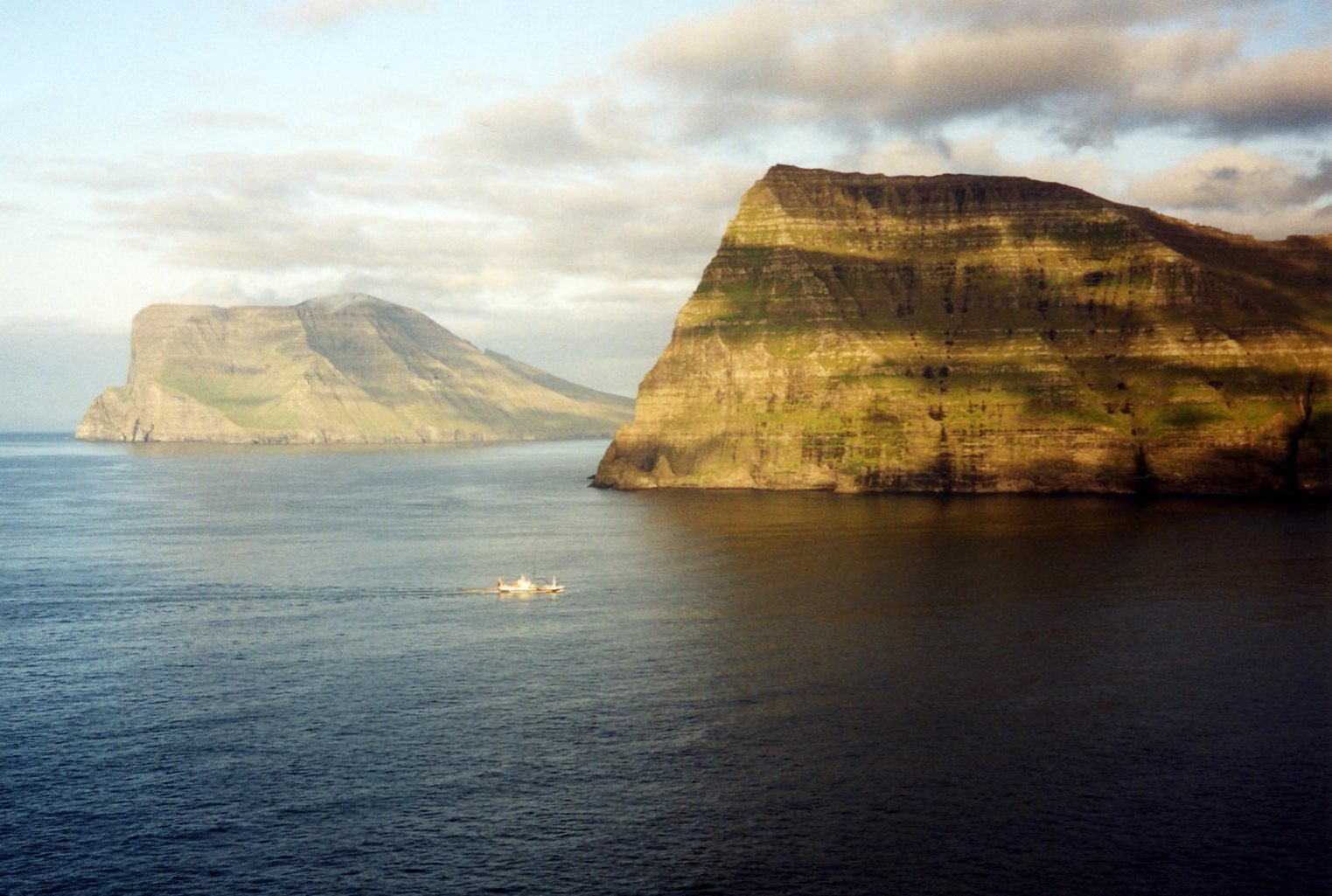
Kunoyarnakkur, im Hintergrund Kap Enniberg (Fischereischiff zum Größenvergleich)

Kunoyarnakkur ist ein Kap an der Nordspitze der färöischen Insel Kunoy. Es erreicht eine Höhe von 819 Metern und ist damit eines der höchsten Kaps der Welt. Insbesondere ist es höher als das nahegelegene Kap Enniberg mit einer Höhe von 719 Metern, das allerdings senkrecht aus dem Meer aufsteigt.
Auf Kunoy selbst ist der Kunoyarnakkur hinter dem 830 Meter hohen Berg Kúvingafjall und dem 825 Meter hohen Teigafjall jedoch nur der dritthöchste Gipfel.